# Сетнахт
Сетнахт — давньоєгипетський фараон, засновник XX династії.

## Життєпис
У своїй діяльності спирався на жрецтво та сприяв завершенню чергової політичної кризи в державі.
Більшість сучасних єгиптологів вважають, що Сетнахт вступив на престол після смерті цариці Таусерт та є засновником XX династії (Рамессидів). Можливо, деякий час правив спільно з сином — Рамсесом III, який надалі став його наступником.
Походження Сетнахта невідоме. Він точно не був ані сином, ані братом, ані будь-яким іншим нащадком ні попереднього фараона Саптаха, ні його попередника Сеті II, якого Сетнахт, однак, офіційно вважав останнім законним правителем.
Можливо, його батьком був один із синів Рамсеса II, брат Мернептаха, ім'я якого невідоме сучасній науці. На користь цього може свідчити той факт, що своєму сину Сетнахт дав ім'я Рамсес, імовірно, на честь свого великого діда. Усі наступні за Сетнахтом фараони XX династії також отримували ім'я Рамсес, у зв'язку з чим уся династія іменується Рамессидами.
Сетнахт був одружений з царицею Теє Меренісет, можливо, дочкою Мернептаха, і гіпотетично, міг піднятися на престол через такий шлюб.

### Правління
Був енергійним і діяльним фараоном, який намагався продовжити традиції Рамсеса II Великого та зумів вивести Єгипет із чергової політичної кризи. Він придушив повстання правителя міста Таніс сирійця Ірсу, зміцнив центральну владу і відновив порядок у країні.
Ворогами, які протистояли фараону, були заколотники всередині країни, які намагались спиратись на найманців сечетіу — «азійців» (у сучасній літературі ворогами Сетнахта часто й помилково називають лівійців).
Для зміцнення громадського порядку й центральної влади Сетнахт використовував вплив жрецтва, залучаючи його на свій бік різними подарунками. Особливо він сприяв фіванським жерцям — повернув їм колишній авторитет і значні земельні володіння, в одному зі своїх імен (Усерхаура Сетепенра Меріамон Сетнахт Мерерамон), він двічі йменується улюбленцем Амона, головного божества міста Фіви. Сетнахт прославився узурпацією численних будівель, зведених його попередниками. Також, імовірно, він збудував дві каплиці у Сет-Маат (сучасна Дейр-ель-Медіна). Окрім того відомо, що він винищував будь-яку пам'ять про фараона Саптаха й царицю Таусерт, стираючи їхні картуші з усіх пам'ятників, де їх було накреслено.

## Гробниця

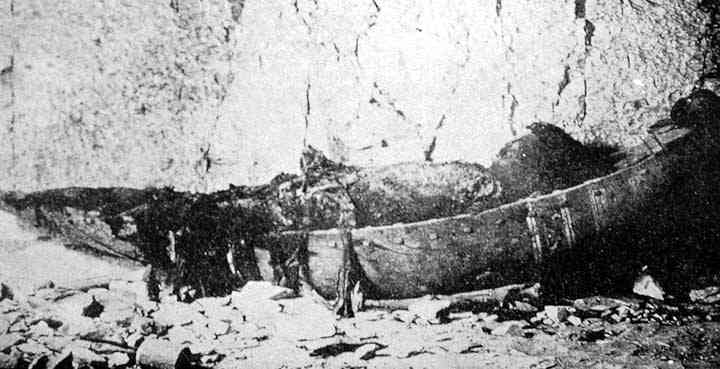
Мумія, імовірно, Сетнахта. Фото 1898 року

Сетнахт був похований у фіванському місті мертвих у Долині царів. За часів свого життя він готував для себе іншу гробницю (KV 11). Утім його син, Рамсес III, обрав місцем поховання Сетнахта узурповану гробницю цариці Таусерт (KV14), а KV 11 залишив для себе. Які причини змусили Рамсеса III порушити традиції — не відомо, одна з гіпотез припускає, що KV 11 була ще не добудованою.
1898 року французький археолог Віктор Лоре під час дослідження іншої гробниці — KV35 (належала Аменхотепу II), виявив мумію, яка, імовірно, була рештками Сетнахта. Нині встановлено, що та гробниця близько XI століття до н. е. була розкрита й використовувалась для зберігання царських мумій, які з тих чи інших причин втратили свої усипальниці. Мумія Сетнахта розміщувалась окремо від решти у великому приміщенні перед склепом, та, з невідомих причин, лежала в уламках дерев'яного човна. Оскільки та мумія була викрадена чи втрачена на початку XX століття, тому щось більш певне про неї та її належність нині з'ясувати неможливо.

## Пам'ятники

### Письмові
- «Стела Елефантини» — стела з острова-міста Абу, датована другим роком правління Сетнахта. Із тексту видно, що наприкінці правління XIX династії Єгипет охопила смута, яку Сетнахт припинив, ведучи боротьбу проти своїх ворогів.
- «Великий папірус Гарріса» — папірус, знайдений позаду храму в Медінет-Абу, датований початком правління Рамсеса IV. Є політичним і релігійним заповітом нащадкам від фараона Рамсеса III. Є найбільш цілісним документом доби XX династії, що відображує всі сторони суспільно-політичного, економічного й культурного життя країни (документ має довжину понад 40 м, ширину 64,25 см і складається з 79 склеєних аркушів).
- «Архів Дейр ель-Медіна» — звід документації селища будівельників царських гробниць Сет-Маат, що висвітлює практично всі сторони життя Єгипту доби XIX–XX династій.
- Напис № 271 на горі Синай.
- «Стела Бакенхонсу» — стела з кварциту, знайдена під час розкопок на території стародавнього міста Уасет/Фіви (сучасний Луксор) 17 грудня 2006 року, що належала Верховному жерцю Амона — Бак ен Хонсу. Текст стели присвячений внеску Бак ен Хонсу до будівництва головної пам'ятки фіванського храму Амона (сучасний Карнак) — гіпостильної зали, а також вирізьблено родовід жерця. Це єдиний пам'ятник, датований четвертим роком правління Сетнахта (стела розміром 170 на 80 см, із 17-ма рядками ієрогліфічного тексту).

### Матеріальна культура
Пам'ятники часів Сетнахта практично не відомі. Майже всі, що містять його ім'я, були виконані вже за Рамсеса III. Деякі з них:
- Узурпована гробниця Таусерт (KV14).
- Наскельне зображення на скелі за храмом у Медінет-Абу, на якому Сетнахт, разом зі співправителем Рамсесом III, приносять жертви богам і моляться сонцю[1].